# Getting Straight
Getting Straight (frei übersetzt: der richtige bzw. der rechte Weg) ist ein US-amerikanisches Filmdrama mit komischen Elementen aus dem Jahr 1970 von dem Regisseur Richard Rush. Das Drehbuch verfasste Robert Kaufman. Es basiert auf einem Roman von Ken Kolb. Die Hauptrollen sind mit Elliott Gould, Candice Bergen, Jeff Corey und Max Julien besetzt. Seine Weltpremiere hatte der Film am 13. Mai 1970 in den Vereinigten Staaten. In Deutschland kam er erstmals am 4. September 1970 ins Kino. 

## Handlung
Auf dem Campus herrscht Aufruhr: Die Jungen wollen Mitbestimmung und Freiheit von den Zwängen einer antiquierten Ständegesellschaft. Da ist zwischen Establishment und Studenten ein „älteres Semester“, Harry Bailey, der seine Erfahrungen im Demonstrieren und Protestieren längst durchgestanden und im Augenblick eigentlich nichts weiter im Kopf hat, als sein Examen zu machen und Geld zu verdienen. Seine Wirtin hat ihn vor die Tür gesetzt, sein Auto tut’s nur noch in einer Qualmwolke, und Jan, seine blonde Freundin, spricht immer öfter von Heirat und dass sie auch einmal „ein normales Leben“ führen möchte. 
Mehr oder weniger gelassen sieht Bailey mit an, wie sich die Universität in ein Schlachtfeld verwandelt, wie Polizisten und Soldaten aufmarschieren und wie die mit ihren Schildern und mit ihren Forderungen demonstrierenden Studenten zusammengeknüppelt werden. Zwar weist er die Rolle eines Vermittlers zurück, die ihm vom Rektor angeboten worden ist, doch erst als man ihm seinen Traum nehmen will, einmal Kinder auf seine Art zu unterrichten, wird Harry wild und läuft in der mündlichen Prüfung Amok, als man ihn nach der „homosexuellen Komponente“ bei F. Scott Fitzgerald fragt. – Die protestierende Jugend hat ihn wieder!

## Kritiken
Der Evangelische Film-Beobachter zieht folgendes Fazit: „US-Film von Robert Rush, der die Campus-Rebellion, das Aufbegehren der studentischen Jugend an den amerikanischen Universitäten zum Thema hat. […] Der Versuch ist nicht ganz geglückt; zwar absolviert Hauptdarsteller Elliot Gould gekonnt und mit viel Witz länger als zwei Stunden einen Slalom zwischen den Fronten, doch über privaten Emotionen und Clownerien kommt der politische Aspekt der Story zu kurz.“ Noch etwas negativer urteilt das Lexikon des internationalen Films: „Zwiespältiger «Protestfilm», der den Anspruch vortäuscht, einen aktuellen Beitrag zum Thema «Anpassung und Widerstand» zu leisten, jedoch das Emanzipationsproblem scheinsatirisch verfehlt und zu unverbindlichem Konformismus herunterspielt. Gleichzeitig will der Film lustig, «voller Sex und Humor», sein.“

## Weblink
- Getting Straight bei IMDb